# Паисий (Халким)
Епископ Паисий (рум. Episcop Paisi, в миру Пе́тр Али́мпьевич Халким, рум. Petr Halchim; род. 12 августа 1977, Сулина, Румыния) — епископ Русской православной старообрядческой церкви в Румынии; епископ Тульчинский (с 2014).

## Биография
Родился 12 августа 1977 года в городе Сулина, в Румынии. Окончил среднюю школу.
В сентябре 2002 года, дав обет безбрачия, на престольный праздник Рождества Пресвятой Богородицы в селе Сарикёй митрополитом Леонтием (Изотом) был рукоположен в сан диакона, а в октябре на праздник преставления святого апостола Иоанна Богослова в городу Тулча тем же митрополитом был рукоположен в сан пресвитера.
30 марта 2006 года (н.ст) в Свято-Никольском Мануйловском мужском монастыре архимандритом Феофилактом был пострижен в монашество с именем Паисий (в честь Паисия Великого).
1 ноября 2006 года (н.ст) Архиерейский Собор утвердил протокол Браило-Буковино-Тулчинской епархии от 23 августа 2006 года (н.ст) о избрании архимандрита Паисия в качестве кандидата во епископа на Браило-Тульчинскую епархию
30 октября (12) ноября 2006 года в Свято-Рожественском приходе в Брэиле (на Хуторе) митрополит Белокриницкий Леонтий (Изот) возглавил хиротонию архимандрита Паисия во епископа Браило-Тульчинского, викария Митрополита Леонтия. В хиротонии приняли участие епископ Австралийско-Канадский Софроний (Липали), архиепископ Славский Флавиан (Федя), епископ Молдавский Нафанаил (Иким), епископ Зугдидский Антипа (Схулухия).
2 ноября 2014 года, в связи с хиротонией на Браильскую кафедру епископа Геннадия (Тимофеи), в архипастырском управлении епископа Паисия осталась только Тульчинская епархия. 7 декабря состоялось его возведение на кафедру недавно образованной Тульчинской епархии.